# Colheita tardia

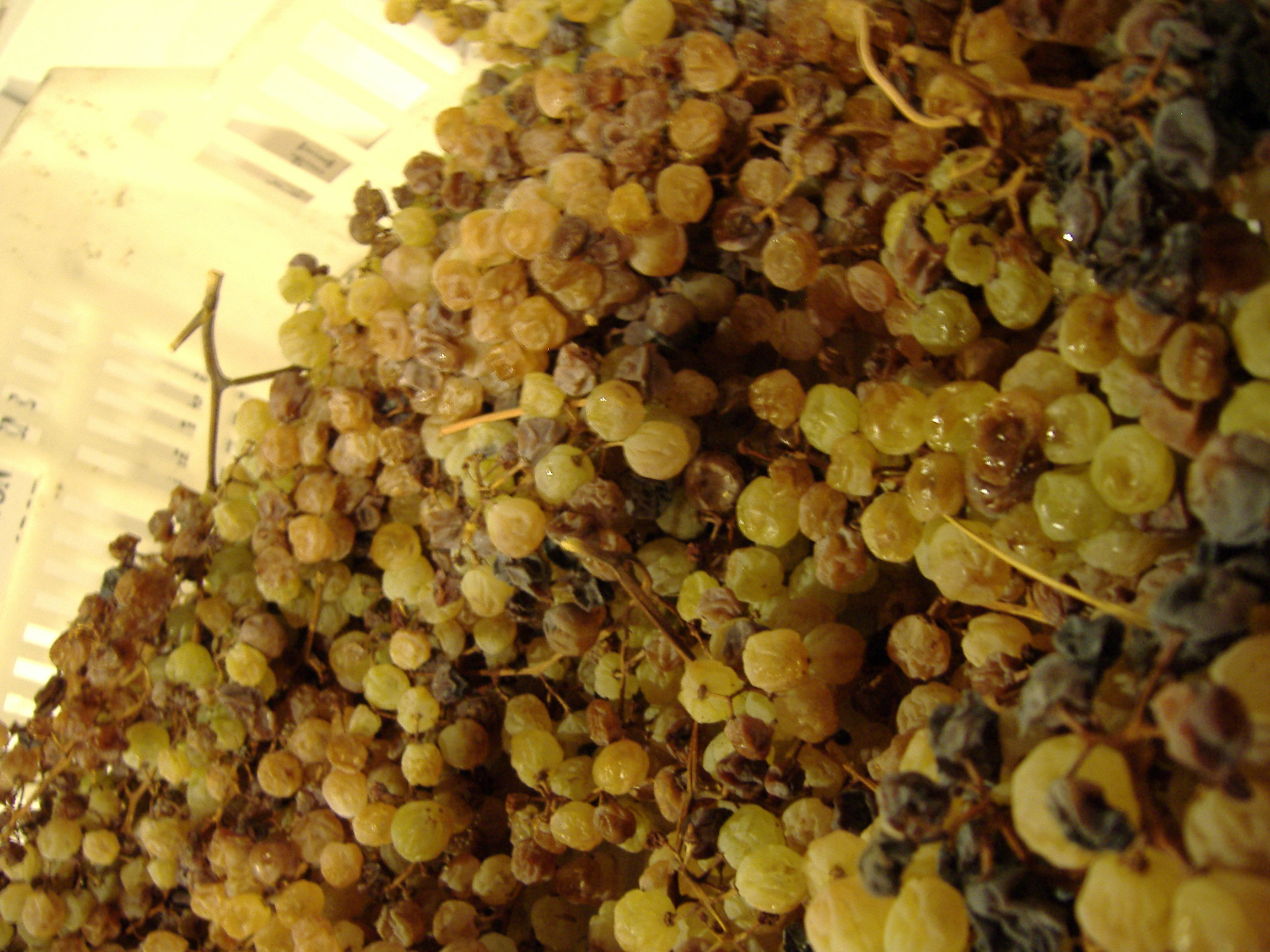
Uvas de colheita tardia que serão usadas na produção de um vinho de sobremesa italiano

Os vinhos de colheita tardia (late harvest, em inglês e cosecha tardia, em espanhol) são vinhos geralmente doces, ditos de sobremesa, produzidos a partir de uvas que são deixadas na videira várias semanas após a data ideal de colheita. Este processo resulta na desidratação e no consequente aumento da concentração de açúcar.
Existem diversos métodos para produzir vinhos de colheita tardia. Entre eles, o mais tradicional tira partido da chamada "podridão nobre", o fungo Botrytis cinerea, que se desenvolve em climas úmidos, resultando na desidratação das uvas.
Alguns dos mais famosos vinhos doces naturais são produzidas dessa forma, destacando-se, entre estes, os franceses Sauternes e os húngaros Tokaji. Actualmente, produzem-se vinhos de colheita tardia um pouco por todo o mundo, na Europa e no Novo mundo.
Há, ainda, os "vinhos de gelo" da Alemanha, onde as uvas gelam na vinha e, após a eliminação do gelo, resultam num mosto com elevada concentração de açúcar.